# Флора Китая

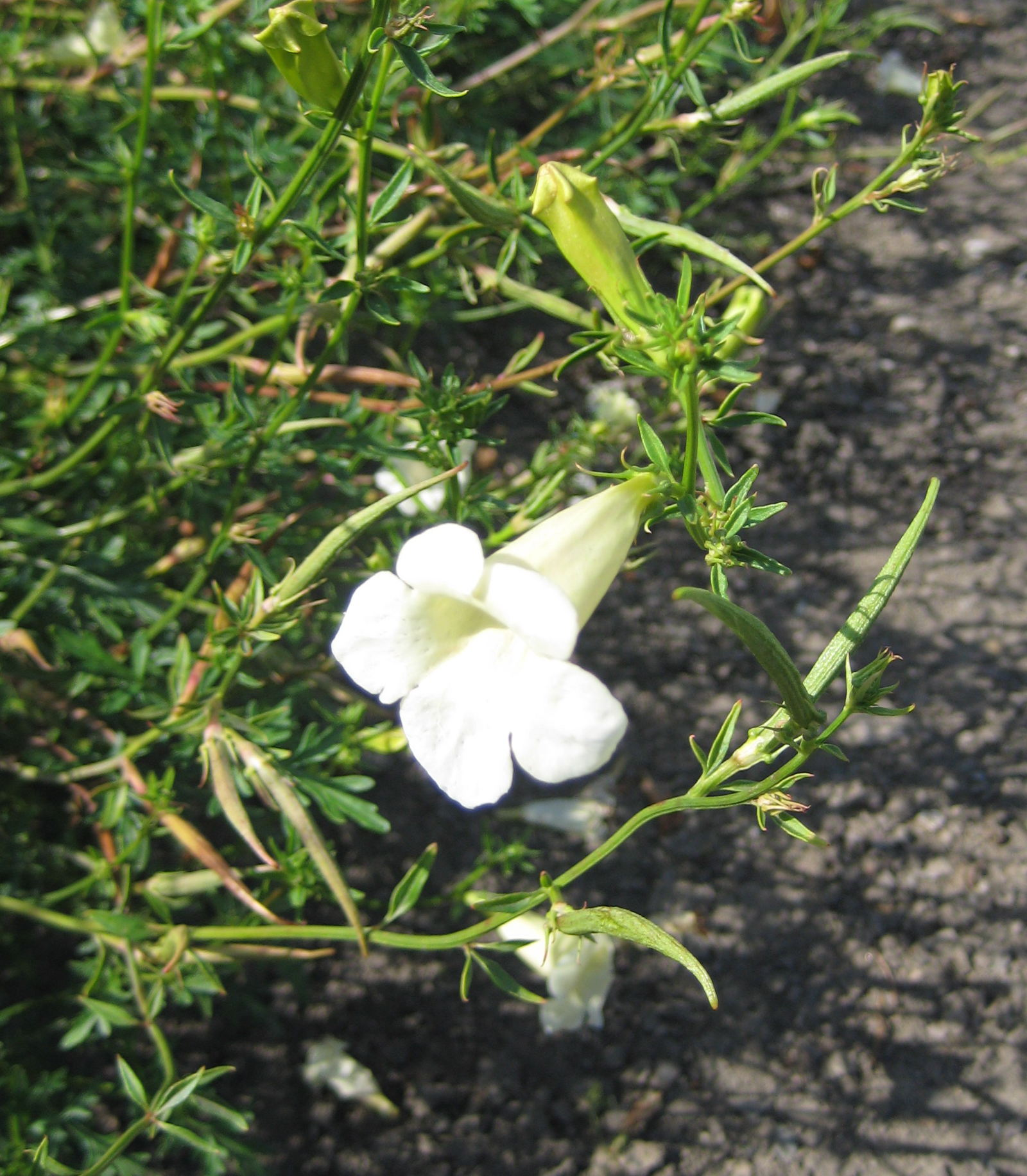
Incarvillea sinensis — 角蒿

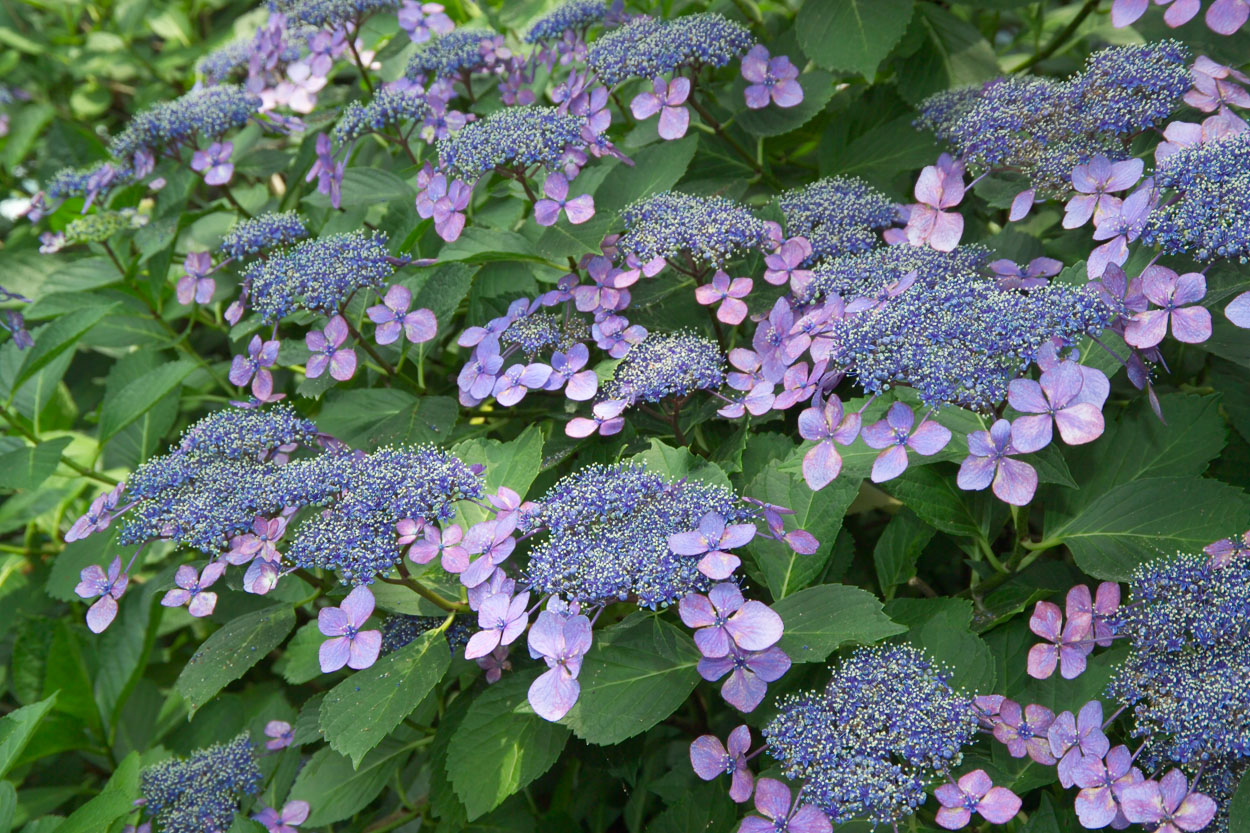
Гортензия крупнолистная — 繡球花

Флора Китая — исторически сложившаяся совокупность видов растений на территории Китайской Народной Республики. Растительный покров Китая отличается высоким разнообразием и богатством форм, включает более 31 тысячи видов сосудистых растений, произрастающих во всех климатических зонах Китая, что составляет почти одну восьмую от общего числа известных видов растений, в том числе тысячи эндемичных для континентального Китая видов.

## История изучения
Одна из первых европейских книг о природе Восточной Азии «Flora Sinensis» была издана в 1656 году, книга стала результатом посещения Китая монахом-иезуитом Михалом Боймом. Европейские ботаники получили возможность регулярно исследовать флору Китая более 200 лет назад, первые исследователи были очарованы разнообразием и красотами китайских растений. Высокий интерес ботанического сообщества к китайской флоре остаётся по настоящее время. Последняя полная сводка о растительности Китая — многотомный труд международного коллектива ученых «Flora of China» — был завершён в 2013 году.

## Общая характеристика

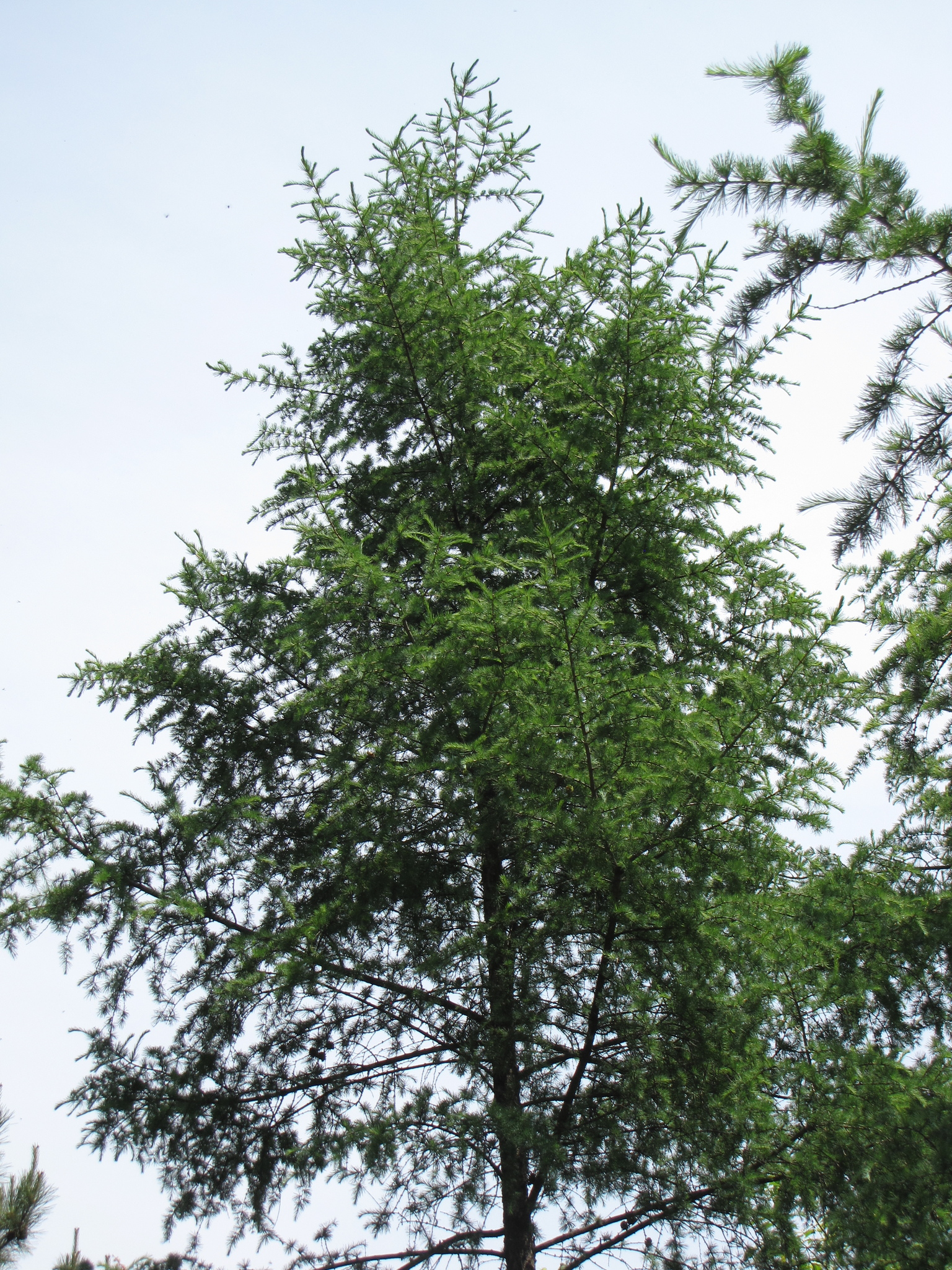
Один из характерных представителей пекинской флоры, лиственница Рупрехта (Larix gmelinii var. principis-rupprechtii), район Мыньтоугоу города Пекин, 2012 год

В Китае известно множество лесных видов, на северо-востоке и северо-западе в горных районах произрастают бореальные хвойные леса, в которых обитают многие виды диких животных, включая лосей и гималайских медведей, множество видов птиц и насекомых. В предгорьях, наряду с влажными хвойными лесами, встречаются заросли бамбука и рододендронов, в высокогорьях — можжевельника и тиса. В центральных и южных районах Китая преобладают субтропические леса, в которых произрастает более 14 тысяч видов. Тропические и муссонные леса произрастают на юге страны, в провинции Юньнань и на острове Хайнань, отличаются исключительным богатством и составляют четверть всего биологического разнообразия Китая.
По характеру растительности и животного мира Китай достаточно чётко делится на восточную и западную части.
На современном растительном покрове востока страны сильно сказалось давнее и очень интенсивное хозяйственное использование территорий. Коренные леса сохранились в основном в горных районах; низменности же возделаны почти сплошь. Тем не менее флора Восточного Китая достаточно богата: здесь насчитывается более 25 тысяч видов, среди которых много реликтов, оставшихся с третичного периода.
По данным на 2018 год флору столицы страны Пекина составляют 1582 вида в 657 родах 139 семейств. Рельеф Пекина понижается с северо-запада города на его юго-восток. Более 80 % видов пекинской флоры приходится на западные и северные горные районы, а 15 % приходится на равнинные части районов. Характер растительности пекинских возвышенностей представлен в таблице:
| Высота              | Место                                       | Растения |
| ------------------- | ------------------------------------------- | --- |
| менее 700 м         | солнечные склоны                            | леса персика Давида и абрикоса сибирского, искусственные леса туи восточной, кустарники витекса и унаби, кустарники спиреи |
| менее 700 м         | тенистые склоны                             | смешанные леса, искусственные леса сосны красной китайской                                                                 |
| менее 700 м         | лощины                                      | леса ивовых |
| от 700 м до 1500 м  | горные склоны                               | искусственные леса сосны красной китайской и лиственницы Рупрехта, дубовые леса, хвойно-широколиственные смешанные леса    |
| от 700 м до 1500 м  | гребни гор                                  | низкорослые кустарники леспедецы, жостера, спиреи                                                                          |
| от 700 м до 1500 м  | лощины                                      | смешанные леса ореха маньчжурского, тополя, берёзы, вяза; лианы                                                            |
| от 1500 м до 1900 м | различные                                   | леса дуба монгольского, лиственницы Рупрехта, берёзы; богатый подлесок                                                     |
| более 1900 м        | солнечные склоны, горные вершины, седловины | субальпийские луга |
| более 1900 м        | тенистые склоны                             | субальпийские горные леса лиственницы Рупрехта и берёзы; богатый подлесок                                                  |

На протяжении с севера на юг друг друга сменяют несколько природных зон. На севере, в бассейне Амура, господствует тайга с дерново-подзолистыми почвами, с преобладанием лиственницы и корейского кедра; среди хвойных произрастают и широколиственные породы. Смешанные (хвойно-широколиственные) леса постепенно сменяют тайгу при движении на юг, и на склонах хребта Циньлин преобладают дуб, липа, клён и орех.
Южнее хребта Циньлин начинается пояс субтропических лесов, представленных несколькими видами лавровых, камелией, магнолией. Основную массу «деловой» древесины дают сосна Массона и куннингамия. В горных районах многочисленны листопадные виды. На крайнем юге, на краснозёмах и красно-жёлтых ферралитных почвах, произрастают тропические леса, а на западе Юньнани находятся саванны.
Западная же часть страны однообразна по составу растительности. Преобладают ксерофиты — многолетние засухоустойчивые кустарники и кустарнички; растительный покров изрежен.
Относительно более богато видами Западное Прихинганье. По направлению к западу (в связи с уменьшением количества осадков) злаковые высокотравные степи сменяются сухими степями, луково-полынными и полынно-тырсовыми полупустынями и, наконец, настоящими пустынями. В этой части Китая обширные пространства заняты подвижными песками и каменистыми пустынями, крайне бедными или совершенно лишёнными растительности. От пустыни Алашань до Джунгарской впадины лишь изредка, в понижениях и по долинам рек (в так называемых тугаях), встречаются небольшие рощицы из тополя разнолистного и вяза пустынного.
Тибетское нагорье представлено высокогорными холодными пустынями, где встречается очень небольшое число видов, приспособленных к экстрааридным условиям вкупе с сильными ветрами и повышенной солнечной радиацией. Только в восточной части нагорья, где климат становится более мягким и влажным, появляются горные луга, а пониже на склонах — даже хвойные леса.

## Количественный состав
На территории Китая произрастает 31 362 вида сосудистых растений, из 3328 родов и 312 семейств. Немногим менее половины видов являются эндемиками.
От общего числа видов 2129 это папоротники и плауны, 237 видов относятся к голосеменным, а 28 995 — к цветковым растениям.
Двадцать пять крупнейших (по количеству видов) семейств составляют 62 % от общего объёма флоры и включает 19 494 вида.
Десять крупнейших семейств, с указанием количества видов, встречающихся на территории Китая:
- Asteraceae (Астровые) — 2336
- Poaceae (Злаки) — 1795
- Fabaceae (Бобовые) — 1673
- Orchidaceae (Орхидные) — 1388
- Rosaceae (Розовые) — 950
- Ranunculaceae (Лютиковые) — 921
- Cyperaceae (Осоковые) — 865
- Ericaceae (Вересковые) — 826
- Lamiaceae (Яснотковые) — 807
- Liliaceae (Лилейные) — 726

Почти четверть (7624), от общего количества видов, входят в 37 крупнейших родов, в каждом из которых более чем 100 представителей флоры Китая.
Наиболее богатые по видовому разнообразию растений пять провинций: Юньнань (14 186), Сычуань (9383), Гуанси (6916), Тибет (6756), Гуйчжоу (5588).
Провинции с самым высоким количеством эндемиков: Сычуань (57,6 %), Хубэй (46,1 %), Юньнань (43,9 %), Ганьсу (42,4 %), Цинхай (41,5 %). Процент указан от количества произрастающих на территории видов.